# Josef Rezek
Josef Rezek (* 5. Juni 1990 in Budweis, Tschechoslowakei) ist ein tschechisch-australischer Eishockeyspieler und -trainer, der seit 2011 bei Adelaide Adrenaline in der Australian Ice Hockey League unter Vertrag steht und zudem seit 2017 bei den Adelaide Falcons in der unterklassigen Ice Hockey South Australia Premier League spielt.

## Karriere
Josef Rezek begann seine Karriere in der Jugendabteilung des HC České Budějovice aus seiner Geburtsstadt Budweis. In der Spielzeit 2008/09 kam er in der Relegation zu seinen ersten Einsätzen in der ersten Herren-Mannschaft in der Extraliga. Da er inmitten der folgenden Spielzeit zum IHC Písek in die drittklassige 2. Liga zunächst ausgeliehen und später vollends wechselte, blieben dies auch seine beiden einzigen Einsätze in der tschechischen höchsten Liga. Mit dem Team aus Südböhmen erreichte er am Saisonende den Aufstieg in die zweitklassige 1. Liga. Er selbst verblieb aber in der Drittklassigkeit, da er 2010 zum bisherigen Ligakonkurrenten HC Milevsko wechselte. Nach nur einem Jahr dort zog es ihn nach „Down Under“, wo er seither für Adelaide Adrenaline in der Australian Ice Hockey League spielt. Daneben spielte er auch von 2011 bis 2015 für die Adelaide Tigers und seit 2017 für die Adelaide Falcons in der unterklassigen Ice Hockey South Australia Premier League.

### International
Nach seiner Einbürgerung spielte Rezek bei der Weltmeisterschaft 2017 erstmals für die Australier in der Division II, als er gemeinsam mit dem Serben Nemanja Vučurević zweitbester Torschütze nach dem Rumänien Ede Mihály wurde. Auch 2018 und 2019, als er gemeinsam mit Marko Šakić und Sam Verelst bester Torschütze des Turniers wurde, spielte er in der Division II.

### Trainerkarriere
In Australien ist Rezek neben seiner Spielerkarriere seit 2013 als Assistenztrainer der australischen U20-Auswahl, die in der Division II spielt, tätig. Seit 2017 ist er Präsident des Frauenteams Adelaide Rush aus der Australian Women Ice Hockey League, das er seit 2018 auch als Cheftrainer betreut.

## Erfolge und Auszeichnungen
- 2010 Meister der tschechischen 2. Liga und Aufstieg in die 1. Liga mit dem IHC Písek
- 2019 Bester Torschütze der Weltmeisterschaft der Division II, Gruppe A (gemeinsam mit Marko Šakić und Sam Verelst)